# Dineuticida
Dineuticida is een geslacht van vliesvleugeligen uit de familie Pteromalidae. De wetenschappelijke naam van dit geslacht is voor het eerst geldig gepubliceerd in 1993 door Boucek.

## Soorten
Het geslacht Dineuticida is monotypisch en omvat slechts de volgende soort:
- Dineuticida dineutis (Ashmead, 1894)